# Sicilien et italien
 (août 2013).
Si vous disposez d'ouvrages ou d'articles de référence ou si vous connaissez des sites web de qualité traitant du thème abordé ici, merci de compléter l'article en donnant les références utiles à sa vérifiabilité et en les liant à la section « Notes et références ».
 (août 2013).
- Si vous ne connaissez pas le sujet, laissez ce bandeau (vous pouvez alors contacter les auteurs).
- Si vous supprimez le contenu mis en cause (vous pouvez préalablement contacter les auteurs),

argumentez précisément cette suppression dans la page de discussion
(un manque de référence n'est pas un argument ; une recherche réelle de référence doit avoir été effectuée, être formellement documentée).
Le sicilien (sicilianu) comprend beaucoup de dialectes, qui peuvent différer l'un l'autre. Cependant, il montre une grande ressemblance avec la langue italienne standard, si bien que la traduction automatique entre les deux est possible.

## Le vocabulaire
Le sicilien a beaucoup de mots qui dérivent de l'italien, mais il a aussi des mots dérivant d'autres langues. Outre cela, certains mots existant en italien et en sicilien sont utilisés différemment, par exemple : on traduit le mot italien molti par tanti en sicilien - le mot existant aussi en italien.
| Italien | Sicilien                                                   |
| ------- | ---------------------------------------------------------- |
| anche   | macari                                                     |
| dove    | unni ''du latin "unde"; en italien aussi "onde" et "donde" |
| lavoro  | travagghiu                                                 |
| molti   | tanti en italien aussi "tanti"                             |

## Grammaire

### L'article
Les articles définis italiens un, uno prennent en sicilien la forme nu. L'article italien una prend la forme na en sicilien. En sicilien, l'article indéfini devant une voyelle est réduit à n'.
Les articles définis italiens il, lo ont un seul équivalent sicilien, lu. L'article la est identique dans les deux langues. L'italien comprend plusieurs articles pluriels différents : i, gli pour les substantifs de genre masculin, le pour les féminins. En sicilien, il n'y a qu'un article pluriel, li. Dans les deux langues l'article défini singulier est réduit à l'.  devant une voyelle. Dans la plupart des dialectes de sicilien, l'article pluriel s'élide de la même manière que le singulier.
Les articles partitifs existent dans les deux langues. On les forme au moyen de la préposition di.

### Déclinaison
Dans les deux langues on forme les cas au moyen des prépositions:
Les prépositions da et di.  En sicilien, la préposition di correspond aux prépositions italiennes da et di. La tournure sicilienne di l' correspond aux formes italiennes dell' (article défini placé entre di et une voyelle). Les formes siciliennes di lu, di la (équivalentes des italiennes del, della) sont souvent réduites à dû, dâ. La forme de pluriel di li (équivalent des italiennes dei, degli, delle), à dî.
La préposition a (en français "à"). En sicilien a ne prend pas la forme ad devant une voyelle. La tournure sicilienne a l' correspond aux formes italiennes all' (article défini entre a et une voyelle). Les formes siciliennes a lu, a la (équivalentes des italiennes al/allo, alla) sont souvent réduites à ô, â. La forme de pluriel a li (équivalente des italiennes ai, agli, alle), à ê.
La préposition in (en français "en", "dans"). En sicilien, 'n ou nta correspond au mot italien in. La tournure sicilienne nta l' correspond aux formes italiennes nell' (article défini entre in et une voyelle). Les formes siciliennes nta lu, nta la (équivalentes des italiennes nel/nello, nella) sont souvent réduites à ntô, ntâ. La forme de pluriel nta li (équivalente des italiennes nei, negli, nelle), à ntê.
La préposition per (en français "pour"). Le mot sicilien pi, et devant une voyelle - p', correspond au mot italien per.
La préposition con (en français "avec"). Le mot sicilien cu, rarement cun, correspond au mot italien con.
La préposition su (en français "sur"). Le mot sicilien supra, qui n'est pas uni avec l'article, correspond au mot italien su. Par exemple, le mots italiens sul/sullo, sulla ont en sicilien le forms supra lu, supra la etc.
La préposition tra (en français "entre"). Le mot sicilien ntra correspond au mot italien tra.

### Les conjonctions
En sicilien e ne prend pas l'aspect ed devant une voyelle.

### L'adjectif
L'adverbe sicilien cchiù correspond à l'adverbe italien più ("plus"), servant à former le comparatif de supériorité.

### Le verbe
Les verbes siciliens commençant par di-, ri- sont précédés par ad- ou ar-. Par exemple, it. divenne - scn. addivenni.

#### La conjugaison des verbes auxiliaires (quelques formes)
| Italien    | Sicilien                   | la forme de grammaire                                |
| ---------- | -------------------------- | ---------------------------------------------------- |
| essere     | èssiri ; jèssiri           | infinitif                                            |
| è          | è ; eni ; eghi ; esti ; jè | indicatif, présent, troisième personne, singulier    |
| sono       | sunnu                      | indicatif, présent, troisième personne, pluriel      |
| è stato    | havi statu                 | passé composé, troisième personne, singulier         |
| sono state | hannu stati                | passé composé, troisième personne, pluriel           |
| era        | era                        | imparfait, troisième personne, singulier             |
| erano      | èranu                      | imparfait, troisième personne, pluriel               |
| sarebbe    | vinissi a ; avissi         | conditionnel, présent, troisième personne, singulier |

| Italien | Sicilien    | la forme de grammaire                   |
| ------- | ----------- | --------------------------------------- |
| avere   | aviri       | infinitif                               |
| ha      | havi        | présent, troisième personne, singulier  |
| abbiamo | avemu ; âmu | présent, 1. osoba, pluriel              |
| hanno   | hannu       | présent, de troisième personne, pluriel |

#### La formation de quelques formes des verbes
En général, les verbes siciliens ont une conjugaison plus régulière que leurs équivalents italiens, par exemple : it. tradotto - scn. traduciutu.
Au cas où le complément est un pronom personnel lié au verbe, en sicilien on l'écrit à la fin de la forme appropriée du verbe, en marquant l'accent de manière habituelle, par exemple : it. dargli - scn. dàricci. Il en va de même pour le pronom personnel réfléchi si.
L'infixe sicilien ìa correspond aux infixes italiens eva, ava et iva de l'imparfait, par exemple : it. potevano - scn. putìanu, it. proponeva - scn. propunìa. 
En sicilien, la terminaison -au correspond à la terminaison -ò de la troisième personne du singulier du passé simple (1e conjugaison) : it. approvò - scn. approvau.
En sicilien, la terminaison -amu (1e groupe) ou -emu (2e et 3e groupes) correspond à la terminaison -iamo de la première personne du pluriel du présent : it. osserviamo - scn. ussirviamu, it. definiamo - scn. addifinemu.
En sicilien, on forme le passé composé en principe plutôt au moyen de l'auxiliaire "avoir" (scn. aviri) que de l'auxiliaire "être".

### Le pronom

#### Les pronoms personnels
Le mot sicilien iḍḍu (pluriel iḍḍi) correspond aux pronoms italiens de la troisième personne du singulier du genre masculin egli, lui, esso ("il").

#### Les pronoms possessifs
Un seul pronom sicilien, sò, correspond à tous les pronoms possessifs italiens de la troisième personne (suo, sua, suoi, sue, loro).

#### Les pronoms démonstratifs
Les pronoms démonstratifs stu, sta, et devant un mot commençant par une voyelle - st' correspondent aux pronoms démonstratifs italiens questo ("ce"), questa ("cette") etc. 
Le mot sicilien chistu correspond aux pronoms questo, ciò ("ce").
Le mot sicilien ci correspond au pronom personnel italien gli.

#### Les pronoms relatifs
Le pronom relatif sicilien chi, qui s'élide devant les voyelles, correspond au pronom relatif italien che quand il est sujet (français "qui"). Le mot ca correspond au même pronom dans les cas où il est objet (le français dira alors "que").

### L'adverbe
Les adverbes les plus fréquents (comparaison) :
| Italien | Sicilien         |
| ------- | ---------------- |
| dove    | unni ; unna      |
| molto   | assai ; assà     |
| poi     | appoi ; pù ; poi |
| quando  | quannu           |

En sicilien, comme en italien, on forme les adverbes au moyen de terminaison -menti (voir "Les suffixes").

## Les différences d'orthographe
Les différences d'orthographe résultent des différences de prononciation. 

### Indication de l'accent tonique
Dans les mots siciliens, l'accent tonique porte en principe sur la même syllabe que dans le mot italien correspondant. Si ce n'est pas l'avant-dernière syllabe du mot (par exemple : dans les mots d'origine grecque terminés par -icu, -ica etc.), on marque la voyelle accentuée, par exemple : it. tecnica - scn. tècnica, it. via - scn. vìa.

### Mutations de lettres et de groupes des lettres
- La lettre non accentuée o en italien se transforme en u non accentué en sicilien. Le o accentué en italien ne subit pas de changement. Ce principe a des exceptions, cependant on peut remarquer certaines régularités :
  - En sicilien, la lettre u remplace la lettre italienne non accentuée terminale o.
  - En sicilien, la lettre u remplace la lettre italienne accentuée o devant r suivi d'une voyelle, par exemple : it. onore - scn. onuri, it. allora - scn. allura.
  - En sicilien, la lettre u remplace le o de l'italien dans les mots monosyllabiques, par exemple : it. non - scn.nun.
- La lettre non accentuée e en italien se transforme en i non accentué en sicilien. Le e accentué en italien ne subit pas de changement. Ce principe a des exceptions, cependant on peut remarquer certaines régularités :
  - En sicilien, la lettre i  remplace la terminaison italienne non accentuée e.
  - Dans les adjectifs de nationalité, la terminaison sicilienne-isi ou -isa, selon le genre, correspond à la terminaison italienne -ese.
- La diphtongue italienne uo se transforme en sicilien en o, par exemple it. nuova - scn. nova, it. uomini - scn. òmini. Ceci ne concerne pas le cas où u figure devant la terminaison -ono à la deuxième personne du pluriel du présent : it. seguono - scn. sequinu.
- La diphtongue italienne ea se transforme en ia en sicilien, par exemple : it. reale - scn. riali. Il en est de même avec les autres diphtongues contenant e et une voyelle : it. teoria - scn. tiurìa.
- La diphtongue italienne ns se transforme en nz en sicilien, par exemple : it. considerato - scn. cunzidiratu, it. senso - scn. senzu.
- La diphtongue italienne nd se transforme en nn en sicilien, par exemple : it. quando - scn. quannu.
- La diphtongue italienne mb se transforme en mm en sicilien, par exemple : it. bambino - scn. bamminu.
- En sicilien, on supprime souvent l'initiale latine i, par exemple : it. importante - scn. mpurtanti.
- Le groupe sicilien qu correspond au groupe italien gu après e, devant une voyelle, par exemple : it. prosegue - scn. prusequi.
- Le groupe sicilien nc correspond au groupe italien ng devant e ou i.
- Le groupe sicilien ase- correspond au groupe italien initial ese-, par exemple : it. esempio - scn. asempiu.
- En sicilien, r correspond à la lettre italienne l après les consonnes b, p, r ou devant les consonnes c, m, p, t, par exemple : it. parlare - scn. parrari, it. attualmente - scn. attuarmenti, it. semplice - scn. sìmprici, it. alcuni - scn. arcuni. Exceptions : it. altro - scn. àutru (u correspond à la lettre italienne l), it. Irlanda - scn. Irlanna.
- Le groupe sicilien gghi correspond au groupe italien gli (mais pas à l'article), par exemple : it. famiglia - scn. famigghia.

### Doublement des consonnes
- La lettre italienne g après une voyelle, devant i ou e, se double en sicilien, par exemple : it. ragione - scn. raggiuni.
- La lettre italienne z après une voyelle, devant i ou e, se double en sicilien, par exemple : it. polizia - scn. pulizzìa.
- La lettre italienne b après une voyelle, devant i, e ou r, se double en sicilien, par exemple : it. liberale - scn. libbirali. Ceci ne concerne pas le groupe mbr : it. membro - scn. mèmmiru.

### Les préfixes
| Italien | Sicilien                                             |
| ------- | ---------------------------------------------------- |
| auto-   | auto-                                                |
| con-    | cun- (devant une consonne) can- (devant une voyelle) |
| de-     | di-                                                  |
| in-     | n-                                                   |
| inter-  | ntir-                                                |
| pro-    | pru- pro- (si cette syllabe porte l'accent tonique)  |

### Les suffixes
| Italien                                                                | Sicilien                                                  |
| ---------------------------------------------------------------------- | --------------------------------------------------------- |
| -bile                                                                  | -bbili (l'accent porte sur la même voyelle qu'en italien) |
| -logia                                                                 | -luggìa                                                   |
| -mente                                                                 | -menti                                                    |
| -ore (acteur d'une action, en français -eur, singulier) -ori (pluriel) | -uri -ura                                                 |
| -tà                                                                    | -tati                                                     |
| -zionale                                                               | -zziunali -ziunali (après une consonne)                   |
| -zione                                                                 | -zzioni -zioni (après une consonne)                       |